# Упрочнение сплавов
Упрочне́ние сплавов — технологический процесс обработки сплавов химических элементов с целью повышения их прочности.
Разделяют следующие способы упрочнения сплавов:
- Наклёп
- Перекристаллизация;
- Дисперсионное твердение;
- Мартенситное превращение.

Наклёп (пластическая деформация). В результате наклёпа повышается предел прочности сплава, а его пластичность снижается. До деформации кристаллические зерна имеют, в основном, равноосную форму, а после деформации зерна сначала вытягиваются в направлении действующих сил, а затем измельчаются, из-за чего происходит повышение прочности сплава.
Перекристаллизация — это изменение сплава, вызванное изменением типа кристаллической решётки. Упрочнение достигается за счёт уменьшения размеров зерен или их свойств (например, при возникновении зерен квазикристаллической фазы) в процессе изменения типа кристаллической решётки.
Дисперсионное твердение — упрочнение за счёт выделения из пересыщенного твердого раствора большого количества частиц второй (мелкодисперсной) фазы. За счёт того, что частицы мелкодисперсной фазы препятствуют перемещению дефектов кристаллической решётки (дислокаций), сплав упрочняется. Так, если отжигать (нагревать) закалённый ранее сплав Дюралюминия (система Al-Cu-Mg-Mn), то начинается процесс дисперсионного твердения — дюралюминиевый сплав при этом будет упрочняться. Данным способом могут быть получены дисперсионно-упрочнённые материалы.
Мартенситное превращение — характерно для сталей.